# Alvise Corner
Alvise Corner (o Cornèr), italianizado luego a Luigi Cornaro (Venecia, c. 1484-Padua, 8 de mayo de 1566), fue un noble escritor y mecenas veneciano.

## Biografía
Alvise Corner nació en Venecia, en la parroquia de San Bartolomeo, hijo de Antonio di Giacomo y Angeliera Angelieri. Su año de nacimiento no está del todo claro. Según diversas fuentes, se han citado 1467, 1475 y 1484. Según el testimonio de Antonio Maria Graziani, asistió a la muerte de Corner avenida a los 98 años. Sin embargo, Emilio Menegazzo niega que muriese casi centenario; según sus investigaciones, Alvise Cornaro retocó varias veces su edad asignándose más años de los que realmente tenía para así fortalecer su imagen de higienista con una notable longevidad, lo que apuntaría a 1484.
En 1489 el pequeño Alvise fue enviado a Padua, seguramente a instancias de su tío, un hombre de cultura, con la pretensión de que estudiara literatura y jurisprudencia. Sin embargo no pudo graduarse debido a su mentalidad práctica, inadecuada para estudios abstractos y alejados de la realidad, aunque, paradójicamente, ejerció privadamente como abogado. En 1511, al fallecer su tío, se encontró como único heredero de su considerable propiedad (su hermano Jacopo había recibido los bienes maternos). Tras intentar sin éxito ser reconocido noble, dio la espalda a Venecia y movió sus intereses y propiedades a Padua. En 1517 aumentó aún más sus bienes con la dote derivado de matrimonio con Verónica di Giovanni Agugia.
Tuvo la oportunidad de dedicarse a estudiar agricultura, hidráulica y arquitectura. Construyó casas y otros edificios y se dedicó a muchas obras útiles dentro de los territorios de Venecia, en especial una presa para controlar las aguas y ampliar las zonas de cultivo.
Fue autor de una fórmula que presentó a la Magistratura de las Aguas para preservar la laguna de sedimentación desviando el curso del río Brenta y cerrando el acceso de la laguna al mar, promoviendo así la expansión hacia el continente. Propuso también el uso del barro excavado en los canales para expandir los bordes de Venecia, sin continuar luego hacia el interior. Y como este expuso otros muchos proyectos urbanísticos.
En su calidad de mecenas protegió y dio encargos a varios artistas, incluyendo Angelo Beolco, el pintor y arquitecto Giovanni Maria Falconetto. A este encargó el Odeo Cornaro, inspirado en los ejemplos clásicos (especialmente en Vitruvio), que es considerado uno de los primeros experimentos de teatro moderno. Incluso se planteó la hipótesis de construir un teatro en una isla artificial en el Gran Canal de Venecia, justo en frente de la plaza de San Marcos. Desde 1538 tuvo relación con el joven arquitecto Andrea Palladio.
Después de escribir un tratado sobre arquitectura y otro sobre el agua (1560), escribió el tratado que le dio la fama, los Discorsi della vita sobria (Discursos de la vida sobria), en que propone un ideal de vida austero tras una juventud disipada:

Estoy tan ágil que todavía puedo andar y subir escaleras empinadas laderas y sin esfuerzo. Estoy en un buen estado de ánimo y no está cansado de la vida. Acompaño a los hombres de genio, que se destacan en el conocimiento y la virtud. Cuando no puedo disfrutar de su compañía, me entrego a la lectura de algunos libros y la escritura. Duermo bien y mis sueños son agradables y relajantes. Creo que la mayoría de los hombres, si no eran esclavos de sus sentidos, pasiones, la codicia y la ignorancia, pudimos disfrutar de una vida larga y feliz, en el nombre de la moderación y la prudencia.

El tratado es importante al incluir algunas reflexiones y modelos de dietas. Al verse cerca de la muerte a la edad de 35 años, Cornaro modificó sus hábitos alimenticios por el consejo de sus médicos y empezó a adherirse a una dieta de restricción calórica. Su ración inicial diaria fue de 14 onzas (cerca de 400 g) de alimentos sólidos y 17 onzas (unos 500 g)  de vino. Más tarde redujo su ingesta diaria a no más carne o sólidos que un huevo. 
Su primer tratado fue escrito cuando tenía 83 años, y su traducción al inglés, a menudo referida hoy bajo el título The Sure and Certain Method of Attaining a Long and Healthful Life ("Seguro y veraz método para alcanzar una vida larga y saludable"), pasó por numerosas ediciones; seguido por otros tres tratados sobre el mismo tema, escritos a la edad de 86, 91 y 95 años. Los tres primeros fueron publicados en Padua en 1558. Están escritos, dice Joseph Addison, en el periódico The Spectator (El Espectador) (núm. 195) a principios del siglo XVIII, "con un espíritu de alegría, sobre la religión y el sentido común, tales como son los concomitantes naturales de la templanza y la sobriedad." Murió en Padua el 8 de mayo de 1566.

## Obras
- Come vivere cento anni - Discorso della vita sobria:
  - Primo Discorso: Sulla vita sana e temperata
  - Secondo Discorso: la Metode la più sicura per rimediare ad une costituzione maladiva
  - Terzo Discorso: Metodo per godere il benessere completo negli anni avanzati
  - Quarto Discorso: Una esortazione ad una vita sobra e regolare per attegnere gli anni avanzati
- Trattato di acque, 1560.
- Trattato dell'architettura

## Legado
En la obra conocida como Illustrissimi (Ilustrísimos), una colección de cartas escritas por el Papa Juan Pablo I cuando era patriarca de Venecia, Cornaro sirve como uno de los "beneficiarios" de las cartas. Hay 40 cartas en total, principalmente a personajes de la historia y la ficción italiana, y también a personajes ficticios e históricos de renombre internacional, como Pinocho, Charles Dickens, Hipócrates y Jesús.